# Колокаційний центр
Колока́ція (англ. Colocation) — послуга мережі Інтернет (різновид хостингу), що передбачає фізичне розміщення клієнтського сервера на технічному майданчику провайдера, або надання провайдером в оренду користувачеві власного сервера (англ. dedicated hosting).
Вважається, що технічний майданчик провайдера — інтернет-вузол (дата-центр), обладнаний системами резервного живлення та кліматичного контролю і підімкнений до інтернету швидкісними каналами зв'язку. Послуга інтенсивно розвивається на ринках розвинених країн, де інтернет все частіше використовується як бізнес-середовище. Досить широко вона розповсюджена і в Україні.